# Coalizione dei Non Allineati
Coalizione dei Non Allineati (in lingua svedese: Sitoutumaton kokoomus) è un partito politico delle Isole Åland di orientamento conservatore-euroscettico.

## Risultati elettorali

### Lagting
| Elezione          | Voti  | % | Seggi  |
| ----------------- | ----- | - | ------ |
| Parlamentari 1991 | 1.047 |   | 3 / 30 |
| Parlamentari 1995 | 1.104 |   | 3 / 30 |
| Parlamentari 1999 | 1.537 |   | 4 / 30 |
| Parlamentari 2003 | 1.163 |   | 3 / 30 |
| Parlamentari 2007 | 1.573 |   | 4 / 30 |
| Parlamentari 2011 | 1.639 |   | 4 / 30 |
| Parlamentari 2015 | 1.323 |   | 3 / 30 |
| Parlamentari 2019 | 1.935 |   | 4 / 30 |